# Somos
Somos je prvi solo album Christophera Uckermanna, bivšeg člana popularnog sastava RBD. Prvi singl s albuma je "Sinfonia".

## Popis pjesama
- 1. Mundo Irreal
- 2. Situacion Perfecta
- 3. Hacia El Sol
- 4. Apaga La Maquina
- 5. 1,2,3
- 6. Sinfonia
- 7. Someday
- 8. Somos
- 9. Talvez
- 10. Mente Mayor
- 11. Vivir Sonando
- 12. Imaginacion